# Danchigai
Danchigai (だんちがい, lit. "Grande diferença") é uma série de mangá de quatro células de comédia, escrita por Kazusa Yoneda, começou sua serialização na revista seinen Manga 4-Koma Palette pela editora Ichijinsha desde junho de 2011.  A série também foi adaptada para anime, que estreou em 9 de julho de 2015. Nos países lusófonos a série é transmitida pela Crunchyroll.

## Personagens
Haruki Nakano (仲野 晴輝, Nakano Haruki)
Voz de: Atsushi Abe
Mutsuki Nakano (仲野 夢月, Nakano Mutsuki)
Voz de: Satomi Akesaka
Yayoi Nakano (仲野 弥生, Nakano Yayoi)
Voz de: Mikako Komatsu
Uzuki Nakano (仲野 羽月, Nakano Uzuki)
Voz de: Sora Tokui
Satsuki Nakano (仲野 咲月, Nakano Satsuki)
Voz de: Sayaka Horino

## Média

### Mangá
Danchigai foi escrito por Kazusa Yoneda, começou a ser publicado na revista Manga 4-Koma Palette pela editora Ichijinsha de 22 de junho de 2011 a 22 desetembro de 2021. Alguns capítulos da série também foi lançada no sítio eletrónico da Ichijinsha.

#### Volumes
| N.º | Data de lançamento     | ISBN              |
| --- | ---------------------- | ----------------- |
| 1   | 22 de novembro de 2012 | 978-4-75-808159-7 |
| 2   | 22 de dezembro de 2014 | 978-4-75-808226-6 |
| 3   | 22 de abril de 2015    | 978-4-75-808230-3 |
| 4   | 19 de setembro de 2015 | 978-4-75-808246-4 |
| 5   | 21 de setembro de 2016 | 978-4-75-808270-9 |
| 6   | 22 de setembro de 2017 | 978-4-75-808294-5 |
| 7   | 22 de outubro de 2018  | 978-4-75-808315-7 |
| 8   | 22 de julho de 2019    | 978-4-75-808333-1 |
| 9   | 22 de abril de 2020    | 978-4-75-808342-3 |
| 10  | 25 de janeiro de 2021  | 978-4-75-808359-1 |
| 11  | 21 de outubro de 2021  | 978-4-75-808374-4 |

### Anime
A série de anime, baseada fora do mangá foi dirigida por Hiroshi Kimura, com a animação feita pelo estúdio Creators in Pack TOKYO.  A série foi produzida por Dream Creation, com o áudio de Dax Production.  Eriko Itō foi o responsável pelos desenhos dos personagens e Masakatsu Oomuro foi o diretor de som da série.  A série têm quatro temas musicais, um para cada protagonista feminina.  Satomi Akesaka interpretou a canção "Early Morning", Mikako Komatsu cantou "Let a good day", Sora Tokui interpretou "Gently Mischief" e Sayaka Horino cantou "Princess Durandal".
A série de doze episódios com duração de cinco minutos cada, começou a ser transmitida no Japão em 9 de julho de 2015, nos canais TVS, KBS, Sun TV, AT-X e tvk.  A série também foi transmitida no Crunchyroll.  A série será lançada em blu-ray no Japão, em 19 de setembro de 2015.

#### Episódios
| # | Título | Exibição original    |
| - | --- | -------------------- |
| 1 | "Primeira Construção: O Complexo Yumeno" 「一号棟 夢野団地」 (Ichi Gōtō Yumeno Danchi)                                     | 9 de julho de 2015   |
| 2 | "Segunda Construção: O Dever de Casa das Gémeas/Gêmeas" 「二号棟 双子の宿題」 (Ni-gōtō futago no shukudai)                 | 16 de julho de 2015  |
| 3 | "Terceira Construção: A Verdadeira Identidade da Mutsuki" 「三号棟 夢月の素顔」 (San-gōtō Mutsuki no sugao)                | 23 de julho de 2015  |
| 4 | "Quarta Construção: Caril/Curry e Arroz" 「四号棟 カレーライス」 (Yon-gōtō karēraisu)                                      | 30 de julho de 2015  |
| 5 | "Quinta Construção: O Relógio Interno de Desenhos da Satsuki" 「五号棟 咲月のアニメ時計」 (Go-gōtō Satsuki no anime tokei) | 6 de agosto de 2015  |
| 6 | "Sexta Construção: A Multiplicação das Irmãs" 「六号棟 姉妹のかけ算」 (Roku Gōtō no Kakezan)                               | 13 de agosto de 2015 |
| 7 | "Sétima Construção: A Abertura da Piscina dos Apartamentos" 「七号棟 団地でプール開き」 (Nana Gōtō De pūru-biraki)         | 20 de agosto de 2015 |
| 8 | "Oitava Construção: Irmãs, Com Certeza" 「八号棟 姉妹ですね」 (Hachi Gōtō Shimai desu ne)                                  | 27 de agosto de 2015 |
| 9 | "Nona Construção: Pelo Amor das Brincadeiras" 「九号棟いたずら大好き」 (Kyū Gōtō Itazura Daisuki)                          |                      |